# The Kid from Broken Gun
The Kid from Broken Gun è un film del 1952 diretto da Fred F. Sears.
È un western statunitense ambientato nel 1875 con Charles Starrett, Jock Mahoney e Angela Stevens. È l'ultimo film della serie di western della Columbia incentrati sul personaggio di Durango Kid.

## Produzione
Il film, diretto da Fred F. Sears su una sceneggiatura di Barry Shipman e Ed Earl Repp, fu prodotto da Colbert Clark per la Columbia Pictures e girato dal 31 marzo al 4 aprile 1952.

## Distribuzione
Il film fu distribuito negli Stati Uniti dal 19 agosto 1952 al cinema dalla Columbia Pictures. È stato distribuito anche in Brasile con il titolo Depoimento Acusador.

## Promozione
Le tagline sono:
- SIX-GUNS BEAT OUTLAW FRAME-UP!
- HE'S OUT TO BEAT A MURDER RAP!
- YOUR LAUGH AND ACTION FAVORITES! (original poster-all caps)